# 伊拉克利奥
伊拉克利奥（希臘語：Ηράκλειο Αττικής）是希腊阿提卡大區北雅典专区的市镇，位于雅典都会区的东北部。市镇面积为4.638平方公里，2021年人口数量为50,494人。
1925年之前伊拉克利奥为雅典的一部分，之后成为单独的社区，并在1948年提升为市镇。

## 人口数据
| 年份 | 人口数量 |
| ---- | -------- |
| 1981 | 37,833   |
| 1991 | 42,905   |
| 2001 | 45,926   |
| 2011 | 49,642   |
| 2021 | 50,494   |